# التاريخ السكاني للشعوب الأصلية في الأمريكيتين

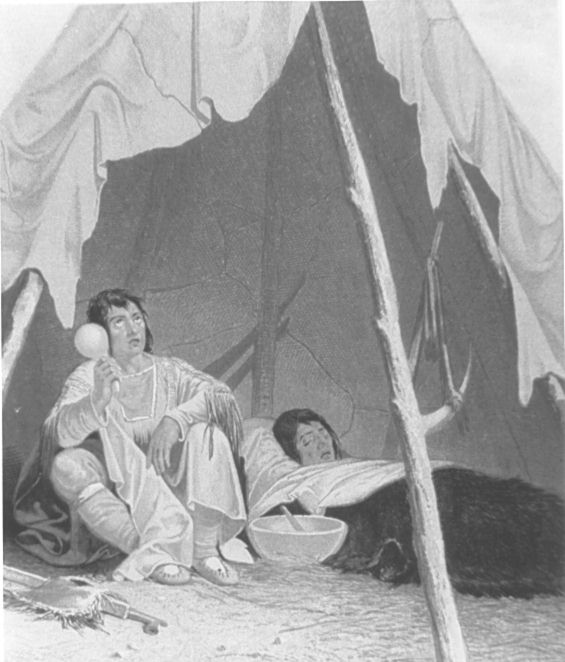

ثَبُتت صعوبة عملية تحديد عدد الشعوب الأصلية في الأمريكيتين قبل رحلة كريستوفر كولومبوس الإسبانية عام 1492. يعتمد الباحثون على البيانات الأثرية والسجلات المكتوبة من قِبل المستوطنين الأوروبيين. قدَّر معظم الباحثين في كتاباتهم في نهاية القرن التاسع عشر عدد سكان العصر ما قبل الكولومبي بنحو 10 ملايين فقط. بحلول نهاية القرن العشرين، انتقل معظم الباحثين إلى تقدير متوسط بلغ حوالي 50 مليون نسمة، مع وجود بعض المؤرخين الذين جادلوا بعدد تقديري بلغ 100 مليون أو أكثر. قاد الاتصال مع الأوروبيين إلى الاستعمار الأوروبي للأمريكيتين، إذ استقر ملايين المهاجرين من أوروبا في الأمريكيتين في نهاية المطاف.
نما عدد سكان الشعوب الأفريقية والأوراسية في الأمريكيتين بشكل مطّرد، في الوقت الذي كان فيه عدد السكان الأصليين في تراجع. اجتاحت الأمراض الأوراسية، مثل الأنفلونزا والطاعون الرئوي والجدري، الأمريكيين الأصليين الذين لم تكن لديهم مناعة ضدها. أدى الصراع والحرب الصريحة مع الوافدين الجدد من أوروبا الغربية والقبائل الأمريكية الأخرى إلى انخفاض عدد السكان وتمزيق المجتمعات التقليدية. لطالما شكّلت أسباب وحجم التراجع موضوع نقاش أكاديمي، إلى جانب وصفه بأنه إبادة جماعية.

## نظرة عامة على السكان
بالنظر إلى طبيعة الأدلة المجزَّأة، يعتبر من المستحيل التوصل إلى تعداد سكان العصر ما قبل الكولومبي حتى بشكل شبه دقيق. تنوعت آراء الباحثين بشكل كبير حول الحجم المقدر للسكان الأصليين قبل الاستعمار وتأثيرات الاتصال الأوروبي. تُجرى التقديرات عن طريق الاستقراء باستخدام أشلاء صغيرة من البيانات. في عام 1976، استخدم عالم الجغرافية ويليام دنيفان التقديرات الحالية لاستخلاص «إجماع حول عدد» 54 مليون فرد. ومع ذلك، لا تزال التقديرات الأكثر حداثة تتراوح ضمن مجال واسع.
باستخدام تعداد زهاء 37 مليون شخص في المكسيك وأمريكا الوسطى والجنوبية في عام 1492 (بما في ذلك 6 ملايين في إمبراطورية الأزتك و5 إلى 10 ملايين في دول المايا و11 مليون في ما يعرف الآن بالبرازيل و12 مليون في إمبراطورية الإنكا )، تشير أدنى التقديرات إلى أن حصيلة الوفيات الناجمة عن المرض تصل لنسبة 80% بحلول نهاية القرن 17 (تسعة ملايين شخص في عام 1650). لن يعود عدد سكان أمريكا اللاتينية ليضاهي ما كان عليه في القرن الخامس عشر حتى مطلع القرن التاسع عشر؛ إذ بلغ 17 مليون في عام 1800، و30 مليون في عام 1850، و61 مليون في عام 1900، و105 مليون في عام 1930، و218 مليون في عام 1960، و361 مليون في عام 1980، و563 مليون في عام 2005. في العقود الثلاثة الأخيرة من القرن السادس عشر، انخفض عدد سكان المكسيك الحالية لنحو مليون شخص. يقدر عدد سكان المايا اليوم بنحو ستة ملايين نسمة، وهو نفس التعداد تقريبًا وفقًا لبعض التقديرات في نهاية القرن الخامس عشر. في ما يُعرف الآن بالبرازيل، انخفض عدد السكان الأصليين من أعلى مستوياته في العصر ما قبل الكولومبي والتي قثدِّرت بنحو أربعة ملايين إلى حوالي 300000.
أمام صعوبة تحديد عدد السكان الأصليين الذين عاشوا في أمريكا الشمالية بالضبط قبل مجيء كولومبوس، تتراوح التقديرات بين 2.1- 7 مليون شخص حتى 18 مليونًا.
يُقدر عدد السكان الأصليين في كندا خلال أواخر القرن الخامس عشر بما يتراوح بين 200,000 ومليوني شخص، مع اعتبار الهيئة الملكية الكندية لصحة السكان الأصليين حالياً العدد حتّى 500,000 فرد كرقم مقبول. كانت الجائحات المتكررة للأمراض المعدية في العالم القديم مثل الأنفلونزا والحصبة والجدري (التي لم تكن لديهم مناعة طبيعية ضدها) هي السبب الرئيسي لنزوح السكان. وقد أدى هذا إلى جانب عوامل أخرى مثل نزع الملكية من قِبل المستوطنات الأوروبية/الكندية والعديد من النزاعات العنيفة إلى انخفاض عدد السكان الأصليين بنسبة 40 إلى 80 في المائة بعد الاتصال بهم. على سبيل المثال، خلال أواخر عام 1630، قضى الجدري على أكثر من نصف شعب الوايندوت (هيرون) الذي سيطر على معظم تجارة الفراء في أمريكا الشمالية التي أصبحت لاحقًا كندا. انخفض عددهم إلى أقل من 10,000 فرد.
جادل المؤرخ ديفيد هينيج بأن العديد من الأرقام السكانية هي نتيجة لصيغ اعتباطية تُطبَّق بشكل انتقائي على أرقام من مصادر تاريخية غير موثوقة. ويعتقد أن هذا يمثل نقطة ضعف غير معترف بها من قبل العديد من المساهمين في هذا المجال، ويؤكد على عدم وجود أدلة كافية للتوصل لأعداد السكان ذات أي معنى حقيقي. ويصف الاتجاه الحديث للتقديرات العالية بأنه «العمليات الحسابية العلمية الزائفة». لا يؤيد هينيج وجود تقدير سكاني منخفض، ولكنه يجادل بأن الطبيعة الهزيلة وغير الموثوقة للأدلة تجعل التقديرات واسعة النطاق مشكوك فيها لا محالة، قائلًا إن «المُحصين المبالِغين أو high counters» (كما أسماهم) كانوا يسيئون استخدام المصادر بشكل فاضح. تقر العديد من الدراسات السكانية بالصعوبات المتأصلة في إنتاج إحصاءات موثوقة، نظرًا لندرة البيانات المادية.
كان النقاش حول السكان في كثير من الأحيان ذو أسس أيديولوجية. إذ كانت التقديرات المنخفضة تعكس أحيانًا المفاهيم الأوروبية الخاصة بالتفوق الثقافي والعرقي. ناقش المؤرخ فرنسيس جينينغز، «كانت الحكمة العلمية تقضي منذ فترة طويلة بأن الهنود الأصليين كانوا متدنيين في العقل والأعمال التي لا يمكن أن تكون قد خلقت أو حافظت على أعداد كبيرة من السكان».
لم يصل عدد السكان الأصليين للأمريكيتين في عام 1492 ذروة عالية بالضرورة وربما كان في الواقع في انحدار في بعض المناطق. بلغ عدد السكان الأصليين في معظم مناطق الأمريكيتين نقطة منخفضة بحلول أوائل القرن العشرين. في معظم الحالات، بدأ تعداد السكان بالارتفاع منذ ذلك الحين.
يمتلك أكثر من 60 مليون برازيلي سلفًا واحدًا على الأقل من السكان الأصليين لأمريكا الجنوبية، وفقًا لدراسة الحمض النووي الميتاكوندري.